# Hippoporina cincta
Hippoporina cincta är en mossdjursart som först beskrevs av Walter Douglas Hincks 1885.  Hippoporina cincta ingår i släktet Hippoporina och familjen Bitectiporidae. Inga underarter finns listade i Catalogue of Life.